# Infecciones por clamidias
Clínicamente, el término "infecciones por clamidias" se usa para designar un conjunto de enfermedades infecciosas producidas por el efecto patogénico de bacterias de la familia Chlamydiaceae (que incluye a los géneros Chlamydia y Chlamydophila)
Las clamidias (Chlamydia spp.) son microorganismos de pequeño tamaño y forma esferoidal que están adaptadas a un parasitismo intracelular obligado. Son parásitos del ser humano y otros animales, en los cuales producen infecciones crónicas y persistentes.
- Chlamydia trachomatis (15 serotipos), produce:
  - tracoma,
  - infecciones óculogenitales (conjuntivitis de inclusión del adulto)
  - conjuntivitis neonatal y neumonía en el recién nacido,
  - infecciones urogenitales: uretritis, epididimitis, proctitis y artritis reactiva en el varón; en la mujer produce cervicitis, síndrome uretral, salpingitis, síndrome de Fitz-Hugh-Curtis (perihepatitis), enfermedades reproductivas y puerperales.

- Chlamydia pneumoniae: 
  - infección asintomática,
  - infecciones respiratorias (faringitis, sinusitis, otitis media, bronquitis,)
  - endocarditis, miocarditis, pericarditis y
  - meningoencefalitis.